# هادي بيغلو
هادي بيغلو (بالإنجليزية: Hadi Beyglu)‏ هي مستوطنة تقع في قسم آزادلو الريفي في إيران. يقدر عدد سكانها بـ 137 نسمة .